# Le Haut-Saint-Laurent
 Le Haut-Saint-Laurent  est une municipalité régionale de comté (MRC) québécoise de la région administrative de la Montérégie, située au sud du pays du Suroît. Le chef-lieu est Huntingdon. 

## Géographie
La MRC du Haut-Saint-Laurent se situe à l'extrême sud-ouest du Québec. Elle s'étire sur quelque 68 km, sans compter la portion québécoise du territoire de la réserve amérindienne d'Akwesasne et ses nombreuses îles fluviales. Son territoire s'insère entre le lac Saint-François, élargissement du fleuve Saint-Laurent au nord-ouest, la MRC de Beauharnois-Salaberry au nord, la MRC des Jardins-de-Napierville à l'est, les comtés de Clinton et Franklin dans l'état américain de New York au sud. Les comtés unis de Stormont, Dundas et Glengarry en Ontario et la MRC de Vaudreuil-Soulanges se trouvent au nord-ouest sur la rive opposée du lac Saint-François.

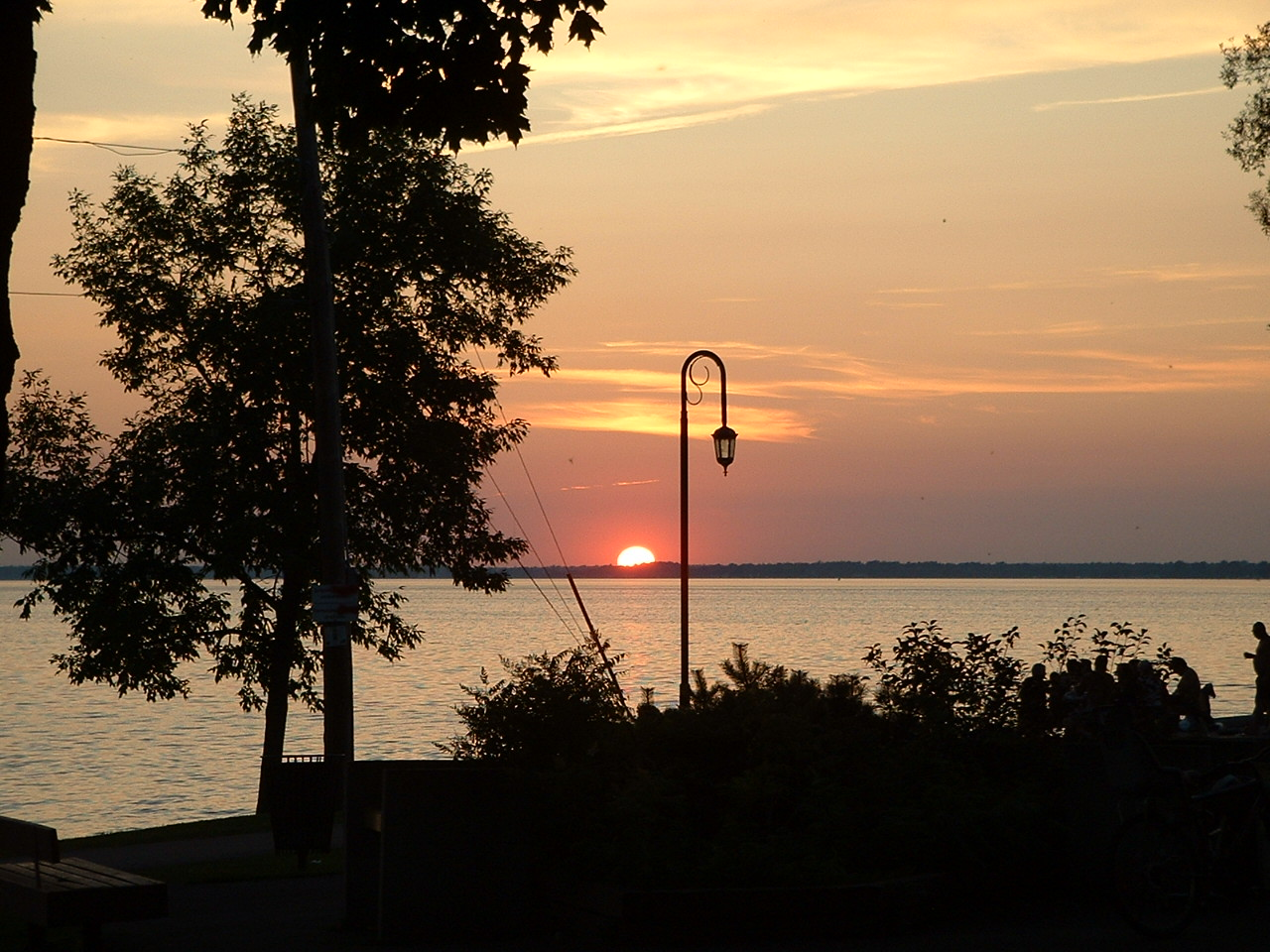
Coucher de soleil sur le lac Saint-François.

### Entités territoriales
Treize municipalités forment la MRC auxquelles s'ajoute, aux fins statistiques, la collectivité mohawk d'Akwesasne.
| Nom                  | Statut                   | Population 2021 | Superficie (km2) | Densité (h/km2) | Ref. |
| -------------------- | ------------------------ | --------------- | ---------------- | --------------- | ---- |
| Akwesasne 15         | Réserve indienne         | 2 378           | 3 646,8          | 0,65            |      |
| Dundee (Québec)      | Municipalité de canton   | 386             | 84,4             | 4,57            |      |
| Elgin                | Municipalité             | 389             | 69,8             | 5,57            |      |
| Franklin             | Municipalité             | 1 635           | 113,2            | 14,44           |      |
| Godmanchester        | Municipalité de canton   | 1 403           | 139,2            | 10,08           |      |
| Havelock             | Municipalité de canton   | 756             | 89,4             | 8,46            |      |
| Hinchinbrooke        | Municipalité             | 2 187           | 150,2            | 14,56           |      |
| Howick               | Municipalité             | 850             | 1                | 850             |      |
| Huntingdon           | Ville                    | 2 556           | 2,8              | 912,86          |      |
| Ormstown             | Municipalité             | 3 917           | 144,5            | 27,11           |      |
| Saint-Anicet         | Municipalité             | 2 754           | 135,33           | 20,35           |      |
| Saint-Chrysostome    | Municipalité             | 2 582           | 100,8            | 25,62           |      |
| Sainte-Barbe         | Municipalité             | 1 609           | 67,5             | 23,84           |      |
| Très-Saint-Sacrement | Municipalité de paroisse | 1 189           | 97,53            | 12,19           |      |
| Total                | Total                    | 22 213          | 1 242,2          | 17,88           |      |

## Démographie
Au recensement du Canada de 2011, la MRC compte 21 197 habitants pour une densité de population de 18,1 hab./km2. La population a décru de 3,4 % entre 2006 et 2011. La population est repartie majoritairement en milieu rural agricole (67 %).
| 1986   | 1991   | 1996   | 2001   | 2006   | 2011   | 2016   | 2021   |
| ------ | ------ | ------ | ------ | ------ | ------ | ------ | ------ |
| 21 307 | 21 864 | 22 007 | 21 851 | 21 943 | 21 197 | 22 454 | 22 213 |

## Urbanisme
La présence de petites concentrations d'habitations sur le territoire origine du développement de différentes communautés qui ont façonné le paysage de petits hameaux. Ces hameaux, ainsi que les maisons ancestrales de pierres, les fermes centenaires, les nombreuses églises et les espaces naturels, sont autant d'éléments qui constituent un patrimoine bâti et naturel bien conservé qui témoigne de la présence des Anglais sur ce territoire où ils cohabitent depuis avec la population francophone.

## Histoire

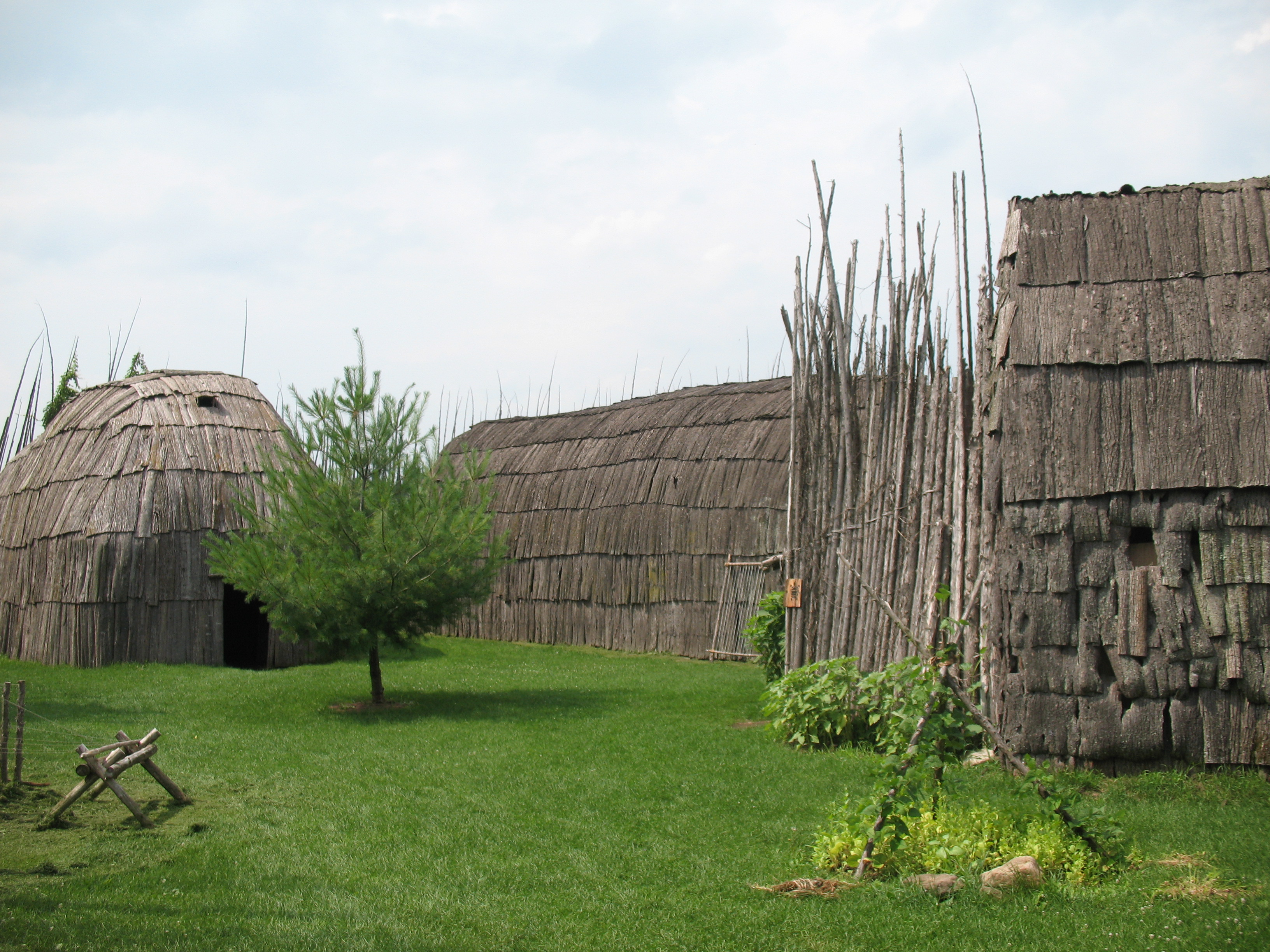
Site archéologique Droulers-Tsiionhiakwatha à Saint-Anicet

Les Paléoindiens occupent le territoire à l'extrémité ouest du lac Saint-François il y a 8 000 ans. Ils y chassent le caribou et le petit gibier. Ce sont parmi les premières traces connues de l'occupation humaine au Québec. Les Iroquoiens vivent sur le site Droulers-Tsiionhiakwatha, sur le territoire de Saint-Anicet, durant le Sylvicole supérieur à une date postérieure à 1450. Ceux-ci vivent dans des villages entourés de champs cultivés de maïs et de potagers. Ce type d'occupation et d'organisation sociale est celle qui prévaut à l'arrivée des Français.
La MRC du Haut-Saint-Laurent est constituée en janvier 1982, succédant aux anciens comtés de Huntingdon et de Châteauguay.

## Politique
La préfète est Louise Lebrun, mairesse de Sainte-Barbe, laquelle succède à Alain Castagner. Le territoire de la MRC fait partie de la circonscription québécoise de Huntingdon et de la circonscription fédérale de Beauharnois-Salaberry.

## Économie
L'agriculture occupe une place prépondérante au sein de l'économie. Ainsi, le Haut-Saint-Laurent se qualifie par les grandes cultures de mais et de soya, les productions d'élevage, les cultures maraichères, la pomiculture et l'acériculture.

## Société
Le centre de services scolaire de la Vallée-des-Tisserands dispense l'enseignement primaire et secondaire en langue française au Haut-Saint-Laurent. Les établissements primaires comprennent l'école des Jaunes-Riverains à Saint-Anicet, l'école Notre-Dame-du-Rosaire à Ormstown, l'école Notre-Dame à Huntingdon, l'école Centrale de Saint-Antoine-Abbé à Franklin, l'école Saint-Jean à Howick et l'école Montpetit à Saint-Chrysostome. L'enseignement secondaire est assurée à l'école Arthur-Pigeon à Huntingdon. Par ailleurs, le Centre Jean-XXIII à Ormstown donne la formation aux adultes et le Centre Saint-Joseph à Saint-Chrysostome offre la formation professionnelle.
La Commission scolaire New Frontiers dispense l'éducation en anglais sur le territoire. Elle gère plusieurs écoles primaires qui sont situées à Ormstown, Huntingdon, Franklin et Howick, tandis que l'unique école secondaire anglophone se trouve à Ormstown.

## Transport
La MRC du Haut-Saint-Laurent est desservi par de nombreuses routes nationales et régionales, comme en témoigne le tableau ci-dessous.
La MRC opère également un système de transport en commun desservant toutes les municipalités, soit par un service de taxibus sur réservation ou circuits d'autobus. Ces circuits offrent une liaison entre la MRC et les villes de Salaberry-de-Valleyfield et Mercier, où des correspondances avec le réseau d'exo sont possibles.
| Route | Municipalités desservies                                     |  | Route                                                                 | Municipalités desservies |
| ----- | ------------------------------------------------------------ |  | --------------------------------------------------------------------- | ------------------------ |
|       | Sainte-Barbe Saint-Anicet Dundee                             |  | Sainte-Barbe Godmanchester Huntingdon Hinchinbrooke Franklin Havelock |                          |
|       | Très-Saint-Sacrement Ormstown Godmanchester Huntingdon Elgin |  | Très-Saint-Sacrement Saint-Chrysostome Havelock                       |                          |
|       | Ormstown Franklin                                            |  | Saint-Chrysostome Franklin                                            |                          |